# Чорчани
Чорчани (груз. ჩორჩანი) — село в Грузии, на территории Адигенского муниципалитета края (мхаре) Самцхе-Джавахети.

## География
Село находится в южной части Грузии, на левом берегу реки Кваблиани, на расстоянии 0,5 километра (по прямой) к северо-востоку от посёлка городского типа Адигени, административного центра муниципалитета. Абсолютная высота — 1202 метра над уровнем моря.

## Население
По результатам официальной переписи населения 2014 года, в Чорчани проживало 264 человека (142 мужчины и 122 женщины). В национальной структуре населения грузины составляли 99,6 %, армяне — 0,4 %.
| Год  | Население, человек |
| ---- | ------------------ |
| 2002 | 354                |
| 2014 | ↘ 264              |